# الشيخ المأمون
أبو عبد الله مُحَمَّد الشَّيْخ السعدي الحسني الملقب بالمأمون (توفي 1020 هـ) سلطان مغربي من السلالة السعدية، حكم فاس بين 1603-1608، بسلطة محلية فقط. هو نجل أحمد المنصور الذهبي وولي عهده، ومن أشقائه السلطان زيدان (خصمه) وأبو فارس عبد الله (حليفه). ثار على والده السلطان، وسلم العرائش للإسبان.

## نسبه
محمد الشيخ المأمون بن أحمد المنصور الذهبي بن محمد الشيخ بن محمد القائم بأمر الله بن محمد بن عبد الرحمن بن علي بن مخلوف بن زيدان بن أحمد بن بن محمد بن أبي القاسم بن محمد بن الحسن بن عبد الله بن محمد بن عرفة بن الحسن بن أبي بكر بن علي بن الحسن بن أحمد بن إسماعيل بن القاسم بن محمد النفس الزكية بن عبد الله الكامل بن الحسن المثنى بن الحسن بن علي بن أبي طالب بن عبدالمطلب بن هاشم.

## مسيرته
كانت أم محمد الشيخ تدعى الخيزران. بعد انتصار والده في معركة وادي المخازن تربع على العرش، أصيب بعدها السلطان المنصور ب الحمى التيفية، وتبعا لاقتراح وزرائه ومستشاريه، عين ابنه الشيخ المأمون وليا للعهد وحاكما على فاس، في حفل البيعة الذي أقيم يوم 24 سبتمبر 1579م بمراكش، ولم يحضر الأمير المعني بالأمر، حيث كان متواجدا بفاس. وقد أدى هذا التعيين إلى ثورة ابن أخ المنصور الأمير داود بن عبد المومن بن محمد المهدي الذي ساندته قبائل سكسيوة وهوزالة.
وَبعث السلطان لاحقا الباشا عزوز بن سعيد الوزكيتي ليَأْتِيه بولِي عَهده الشيخ المامون إلى حضور حفل للبيعة لإضفاء الطابع الرسمي على التعيين، فأقام معسكره بتامسنا لينتظر ابنه، في منتصف شهر مارس1581، وقدم المأمون في 1 يوليو 1581 لحضور مراسم حلف اليمين وسط عرض عسكري. لكن في كلا الحفلين (1579 و1581) كان أشقاء المأمون حديثي عهد ولم يصلوا بعد إلى سن البلوغ، فكان على السلطان تكرار حلف اليمين في 2 نوفمبر 1584 بحضور كل إخوته باستثناء زيدان، الذي أمره والده بعدم الحضور. فعين السلطان هؤلاء الأبناء على مختلف مناطق مملكته، أبي فارس على بلاد سوس؛ وأبو الحسن على مكناس وَمَا والاها، وزيدان على تادلة، وبعد مرور وقت من ذلك، جرى تبادل بين أبو الحسن وزيدان.

### ثورة الحاج قرقوش
في عهد السلطان أحمد المنصور قامت ثورة الحاج قرقوش المكناسي، وهي ثورة عنيفة شغلت بال أحمد المنصور الذهبي وجهز جيوشا كبيرة لقمعها. وأسند السلطان أمر قمع هذه الثورة لولي العهد الشيخ المأمون، والقائد العسكري حمو بجة، وكان القواد العسكريون، يرسمون الخطط الحربية لقمع الثورة من مدينة شفشاون، واستمرت الحرب من أجل قمع ثورة قرقوش عدة شهور من سنة 996 هـ/1587م. واستطاعت جيوش أحمد المنصور بعد معارك طاحنة التغلب على هذه الثورة التي كان من نتائجها أن عرفت هذه المنطقة فترة حالكة من حياتها.

### عصيانه وتمرده على والده السلطان
كانت للشيخ المأمون قوة عسكرية تعدادها اثنتان وعشرون ألفا، اهتم بها وأغدق عليها المال وكسا رجالها، فكسب ولائها، وأسرف في استعمالها في عداوته على الناس. فتدخل الفقهاء بالصلح بين ولي العهد ووالده في أحداث عديدة متعلقة بالسلطة، في معظمها ناشئة عن سوء سيرة ولي العهد وعن فسقه وفجوره وسوء تصرفه، حسب ما ذكر المؤرخ اليفرني: 
ولَمَّا كثرت الشكايات التي ترددت على أَبِيهِ، كتب إِلَيْهِ محاولا زجره وكفَّه عن أفعاله تلك، لكنه على ما يبدو لم يزده التحذير إِلَّا إغراء، فَلَمَّا رأى السلطان الْمَنْصُور أَن ابنه لم يكترث له، عزم على التَّوَجُّه إِلَى فاس بِقصد تأديبه، فوصل الخبر إلى الشَّيْخ المأمون فجمع جيشه المكون من اثْنَيْنِ وَعشْرين ألفا، فزادهم في العطاء وكساهم كلهم الملف وَالْحَرِير. وعزم التوجه إلى تلمسان ليستجير بالعثمانيين، فَلَمَّا علم السلطان بنية ابنه الذّهاب إِلَى تلمسان تراجع عَن الْخُرُوج من مراكش وَكتب إِلَى ابنه الشَّيْخ يلاطفه ويأمره أَن لَا يفعل، وولاه سجلماسة ودرعة وتخلى لَهُ عَن خراجهما، كل ذلك من أجل أن يعود إلى طاعته ورشده، فتظاهر الشيخ بامْتِثَاله للْأَمر وَخرج متوجها إلى سجلماسة، لكن لم بيتعد في طريقه عَن فاس بِشَيْء يسير حَتَّى نَدم وَرجع إِلَيْهَا.
فبعث إِلَيْهِ الْمَنْصُور أَعْيَان مراكش لينصحوه وفقهائها ليعظوه وخوفوه من سخط وَالِده وَحَذرُوهُ عَاقِبَة العقوق، فَرجع الْوَفْد إِلَى الْمَنْصُور وَقَالُوا لَهُ إِنَّه قد تَابَ وَحسنت حَاله. ويروي المؤرخون أنه في سنة 1007هـ بعث السلطان لولده المأمون بفاس هدية من مراكش فيها تحف وأموال عريضة من بينها فيلة صغيرة، فخرج للقاء ذلك أهل فاس بنحو مائة ألف شخص، وسميت هذه السنة بالمغرب بعام الفيل. لكن الْمَنْصُور لم يطمئن لقَولهم، فصمم على الْمَكْر بابنه الشيخ، فَكتب إِلَيْهِ في جُمَادَى الأولى 1011 هـ رسالة طَويلة كي يباغته على غَفلَة.
فبعث الْمَنْصُور إِلَى وَلَده زَيْدَانَ يَأْمُرهُ أَن يُرْسل مائَة من الفرسان على طَرِيق تاقبلات من أجل قطع الطريق على أي من وجدوه قَاصِدا للغرب من نَاحيَة مراكش، وَأرْسل مَوْلَاهُ مَسْعُود الدوري على طَرِيق سلا يفعل مثل ذَلِك وَخرج الْمَنْصُور من مراكش فِي جيش مكون من 12.000 أَوَائِل جُمَادَى الأولى 1011 هـ، فأحاط بفاس وفر ابنه إِلَى زَاوِيَة الشَّيْخ الصَّالح أبي الشتَاء من بِلَاد فشتالة قرب نهر ورغة. فَبعث إِلَيْهِ الباشا جودار مَعَ الْقَائِد مَنْصُور النبيلي، فاقتتلوا وقبضوا عَلَيْهِ وَأتوا بِهِ إِلَى الْمَنْصُور فَأمر بسجنه في مكناسة.
وبعثت الخيزران، وهي أم الشَّيْخ، إِلَى أَعْيَان مراكش ترغبهم في الشفاعة لولدها عِنْد أَبِيه. فوافق السلطان على ارسالهم إِلَى مكناسة ليختبروه وينظروا هَل تاب عن أفكاره، ويروي الناصري عن تقرير تلك البعثة: «فَلَمَّا أَتَوْهُ وجدوه أَخبث مِمَّا تَرَكُوهُ وعاينوا مِنْهُ من القبائح مَا يقصر عَن وَصفه اللِّسَان فَلَمَّا جَلَسُوا إِلَيْهِ فِي محبسه لم يسألهم إِلَّا عَن أَصْحَاب بطانته وقرناء السوء من أهل غيه وَلم يظْهر الأسف إِلَّا على تِلْكَ الْعِصَابَة ورآهم أهل الْإِصَابَة». فقال لهم الْمَنْصُور افتوني فِي أَمر هَذَا الْوَلَد فَلم يجبهُ أحد إِلَّا الباشا عبد الْعَزِيز بن سعيد الوزكيتي الذي نصحه بقتله لأنه لَا ينجبر أمره وَلَا يُرْجَى صَلَاحه وَقد رَأَيْت مَا صنع، لكن المنصور فضل زيادة التضييق على الشَّيْخ في السجن. واستخلف ابنه زيدان على فاس وأعمالها.

### اطلاق سراحه
بعد وفات السلطان أحمد المنصور، بايع الفقهاء والأعيان المولى زيدان، لكنه قبل إعلان وفات والده كتم موته وبعث بجماعة للقبض على أخيه الشيخ المأمون المسجون بمكناس، فحاول منعهم من ذلك الباشا جودار، كبير قادة الفرع الأندلسي في الجيش المغربي، فنقل الشيخ المأمون موثقا إلى مراكش إِلَى أخيه الشقيق أبي فَارس.
ولما بَايع أهل مراكش أَبَا فَارس بن الْمَنْصُور جهز جَيْشًا كبيرا لقتال زيدان، وعلى رأس الجيش ولده عبد الْملك، لكن مستشاريه نبهوه بأن زيدان رجل خبير بالحرب وخدعها، وعبد الْملك لَا يقدر عليه، فنصحوه بإطلاق سراح الشَّيْخ المأمون لقتال زيدان، خصوصا وأن أهل الغرب لن يقاتلوا الشيخ لِأَنَّهُ كَانَ خَليفَة عَلَيْهِم مُدَّة فهم آنس بِهِ من زَيْدَانَ. فأطلق أبو فارس أخاه الْمَأْمُون من السجْن وأخذ عليه العهود والمواثيق على النصح والطاعة. فأرسله على رأس 600 جندي لمحلة جودار على وادي أم الرّبيع، ولَمَّا علم النَّاس بِالشيخ المأمون اسْتَبْشَرُوا بقدومه وانتظموا في صفه، ثمَّ التقى بجيش السُّلْطَان زَيْدَانَ ففر عَن صفوف زَيْدَانَ أَكثر جَيْشه إِلَى الْمَأْمُون، فانهزم زيدان ورجع إلى فاس فتحصن بهَا.
وكان أبو فارس قد خطط مع قيادة جيشه أنه بعد انهزام زيدان، أمرهم بالْقَبْض على الشَّيْخ المأمون، لكن الشَّيْخ امْتنع على أَصْحَاب أبي فَارس بعدما انْضَمَّ إِلَيْهِ من جَيش أهل الغرب، فَلم يقدروا عليه، فانتعش أمره واشتدت شوكته فسَار إِلَى فاس وراء أثر السُّلْطَان زَيْدَانَ.
وَلما وصل زيدان خبر مَجِيئه إِلَيْهِ طالب من أهل فاس الْقيام مَعَه والذب عَنه، لكنهم امتنعوا وأعلنوا نصر الشَّيْخ وبيعته، فخرج زيدان من فاس إِلَى وجدة، لطلب المعونة من الأتراك بتلمسان. واستقبل أهل فاس الشَّيْخ بالْفَرح بمقدمه فَدَخلَهَا وأَمر جَيش أهل مراكش أَن يرجِعوا إِلَى بِلَادهمْ.
ولما انفرد بالسلطة دَعَا بالفقيهين قَاضِي الْجَمَاعَة أبي الْقَاسِم بن أبي النَّعيم ومفتيها أبي عبد الله مُحَمَّد بن قَاسم الْقصار ليلومهم على مبايعة زيدان وقولهما فيه وفي أخيه أبي فَارس إن أولاد الإماء لا يتقدمون في الأمر على أولاد الحرائر، حيث كانت الخيزران أم أَبُي فَارس وَالشَّيْخ، بينما كانت أم زيدان امرأة حرَّة من قبيلة الشبانات، فعزم على أَن ينتقم منهما فبعث بهما مَعَ جَيش مراكش إِلَى أَخِيه أبي فَارس ليرى فيهمَا رَأْيه، فتوفي الشَّيْخ الْقصار على مقربة من مراكش، وَأما القَاضِي أَبُو الْقَاسِم فَاجْتمع بِأبي فَارس فَقبل عذره وصفح عَنهُ.

### محاولة السيطرة على مراكش
استلف الشَّيْخ المأمون على تجار فاس مَالا كثيرا، وتتبع قواد أبيه فنهب أموالهم، فجهز به جيشا لقتال أخيه أبي فارس بمراكش، وبلغ عدد الجيش 8000 آلَاف، على رأسه ولده عبد الله، فَتوجه لمراكش، فوجد أبا فارس بمحلة، فانهزم أبي فَارس ونهبت محلته وفر إِلَى مسفيوة، وَدخل عبد الله بن الشَّيْخ مراكش في 20 شعبان 1015 هـ، فأباحها لجيشه فنهبت واستبيحت، ويروي الناصري أنه زنى بِجوَارِي جده الْمَنْصُور وأكل رمضان وشرب الخمر فيه جهارا .
وبعد سلسلة من الجولات على مراكش، خسر ابنه الجولة الثالة أمام السُّلْطَان زَيْدَانَ، فانضم إلى زيدان جَيش عبد الله من أهل فاس، فاستفحل أَمر السُّلْطَان زَيْدَانَ وَتكلم بِهِ أهل فاس وَسَائِر بِلَاد الغرب، فشعر الشيخ المأمون بالخوف وتوجه إلى نَاحيَة العرائش فاحتل القصر الكبير. ولحق به ابنه عبد الله مهزوما وانضم إليهما أبو فارس. فأرسل زيدان كبير قادة جيشه مصطفى باشا إلى ناحية القصر الكبير للقبض على الشَّيْخ وحزبه، ففر الشيخ سنة 1017 هـ إلى العرائش ومنها إلى إسبانيا، طالبا النجدة من ملكها فيليب الثالث، وحمل معه أمه الخيزران وبطانته.

### تسليم العرائش للإسبان
رفض الملك الإسباني أن يمده بيد العون، فاقترح الشَّيْخ عليه أَن يتْرك عِنْده أَوْلَاده رهينة ويعينه بالمال والرجال، فاشترط عليه أَن يخلي له مدينة العرائش من المسلمين ويملكه إِيَّاهَا فقبل الشَّيْخ ذلك وَالْتَزَمَهُ ورجع للمغرب سنة 1018 هـ.
ولما سمع ذَلِك أعيان أهل فاس خَافُوا منه وَذهبوا لملاقاته وتهنئته فأمر قبطان الإسبان بإخراج المدافع إظهارا لقوة النَّصَارَى الَّذين استنصر بهم، فأَمرهم الشَّيْخ بِالْقيامِ لَقبطان الإسبان فَقَامُوا إِلَيْهِ شاكرين على مَا فعل مَعَ الشَّيْخ من الْإِحْسَان والنصرة وَسلم عَلَيْهِم بِنَزْع قلنسوته. فأنكر النَّاس على أولئك الأعيان قيامهم للإسباني، فعند رجوعهم إِلَى فاس تعرض لَهُم عرب الحياينة فسلبوهم وَأخذُوا مَا مَعَهم وجردوهم من ملابسهم .
صادفت الأيام القليلة السابقة لتسليم مرسى العرائش اتخاذ الإسبان قرار الطرد النهائي في حق الموريسكيين في الوقت الذي كان ما زال فيه الشيخ المأمون موجودا في إسبانيا. وكانت تحوم الإسبان شكوك حول الكيفية التي سيستقبل بها عبد الله ابن المأمون قرار تسليم العرائش.
وطرح الساسة الإسبان جدوى تقديم إحدى المسألتين، الطرد أولا ثم الاحتلال أم العكس، وحسم الأمر في مجلس الدولة المنعقد في 26 ديسمر 1609.
وبعد اتنقال الشَّيْخ إِلَى الْقصر الْكَبِير أقام به مدة، وكان عليه تسليم العرائش ليفي لَهُ ملك إسبانيا بوعده، لكن امْتنعَ النَّاس من إسعافه ومساعدته فِي هذا الأمر. فلم يستجب لهذه المهمة سوى قائده الكرني، فبعثه الشَّيْخ إِلَيْهَا وَأمره أَن يخليها وَلَا يدع بهَا أحدا من الْمُسلمين، فامتنع أهلها من الْجلاء، فَقتل مِنْهُم جمَاعَة وَخرج الْبَاقُونَ مكرهين. فأَقَامَ بهَا الْقَائِد الكرني إِلَى أَن دَخلهَا النَّصَارَى واستولوا عَلَيْهَا فِي 4 رمضان 1019 هـ / 20 نوفمبر 1610.
فاجتمع الفقهاء في فاس وأعلنوا الجهاد والحرب لاسترجاع مرسى العرائش، لكن لم يكتمل لهم الأمر. ومن الذين استغلوا هذه الحادثة، ابن أبي محلي، الذي كان يشغل عاملا عند زيدان على منطقة سجلماسة، فتمرد على السلطان. وفي جهة أخرى، توجه المجاهد محمد العياشي، الذي كان يقاتل البرتغاليين في مازاغان وسلا، لاسترجاع العرائش من الإسبان، بعد أن أفتى أبو حامد محمد العربي بن الشيخ أبي المحاسن بوجوب الجهاد لطرد الأجانب من الثغور؛ ولو مع عدم وجود الإمام؛ تأيدا للمجاهد العياشي. ومما ورد في هذه الفتوى الطويلة قوله: «ولا يتوهم متوهم أن ترك مدائن المسلمين في أيدي الكفرة يدل على عدم الوجوب؛ لأن ذلك من تقصير الملوك. وهم بذلك في محل عصيان، لا في محل الاقتداء بهم والاستنان. ولا فرق في الحكم بين ما أدركنا زمن أخذه كالعرائش والمعمورة (…) وبين ما لم ندركه كسبتة وطنجة؛ لأن الوجوب متعلق بالمسلمين لا بقيد زمان ولا مكان». فقتل من الاسبان نحو الآلف، وفر الباقون منه.

### مقتله
بعد تدمر وسخط أهل تطوان ونواحيها من أفعال الشيخ المأمون، اجتمع أعيان القوم ومنهم المقدم محمد الصغير بو الليف والمقدم أحمد النقسيس وغيرهم، وتآمروا على قتل الشيخ وأتباعه، فبدأو بالقائد حمو بودبيرة وإخوانه، وسبوا أموالهم، وأصبح المقدم أبو الليف على المحلة فقتل السلطان الشيخ المأمون في وسط محلته فانتهبت تلك المحلة وتفرقت جموعه. وقتل في محل يعرف بفج الفرس يوم الثلاثاء 26 رجب 1022هـ 13 وبقيت جثتة الشيخ مطروحة مكشوف العورة خمسة أيام والناس يترددون عليه لمشاهدته على تلك الحال، حتى خرج جماعة من أهل تطوان فحملوه مع من قتل معه ودفنوهم خارج تطوان إلى أن حُمل الشيخ إلى فاس الجديد مع أمه الخيزران فدفنا به.